# Gornja Batina
Gornja Batina – wieś w Chorwacji, w żupanii krapińsko-zagorskiej, w mieście Zlatar. W 2011 roku liczyła 238 mieszkańców.